# Lonçon
Lonçon é uma comuna francesa na região administrativa da Nova Aquitânia, no departamento dos Pirenéus Atlânticos. Estende-se por uma área de 5,4 km². Em 2010 a comuna tinha 207 habitantes (densidade: 38,3 hab./km²).